# Marmelos
Marmelos ist ein Ort und eine ehemalige Gemeinde im Norden Portugals.

## Geschichte
Während der Römerzeit bestand hier eine kleine Siedlung.
Der heutige Ort wurde vermutlich im Zuge der Neubesiedlungen während der mittelalterlichen Reconquista gegründet, wahrscheinlich im 12./13. Jh. durch den Johanniter-Hospitalorden, der dieses Gebiet erhielt.
Marmelos blieb eine Gemeinde im Kreis Lamas de Orelhão, bis zu dessen Auflösung 1853. Seither ist Marmelos eine Gemeinde des Kreises Mirandela.
Ab etwa 1940 verzeichnete die Gemeinde eine verstärkte Auswanderung, seit den 1960er Jahren vor allem nach Frankreich. Die Einwohnerzahl sank von 605 im Jahr 1940 auf 145 im Jahr 2011.
Im Zuge der Gebietsreform in Portugal 2013 wurde die Gemeinde Marmelos aufgelöst und mit Barcel und Valverde da Gestosa zu einer neuen Gesamtgemeinde zusammengeschlossen.

## Sehenswürdigkeiten
Neben der Natur, die über Wanderwege der Kreisverwaltung Mirandela erschlossen ist, befinden sich einige Baudenkmäler in Barcel:
- Povoado de São Martinho de Marmelos, archäologische Fundstelle einer Römersiedlung in Marmelos[1]
- Igreja Paroquial de São Pedro de Vale do Conde, die manieristisch-barocke-neoklassische Gemeindekirche von São Pedro de Vale do Conde aus dem 17. Jh.[2]
- Igreja de São Gens, die Gemeindekirche von Marmelos[3]

## Verwaltung
Marmelos war Sitz einer gleichnamigen Gemeinde (Freguesia) im Kreis (Concelho) von Mirandela im Distrikt Bragança. Die Gemeinde hatte 145 Einwohner und eine Fläche von 22,53 km² (Stand 30. Juni 2011).
Zwei Ortschaften gehörten zur Gemeinde:
- Marmelos
- São Pedro de Vale do Conde

Mit der Gebietsreform vom 29. September 2013 wurden die Gemeinden Marelos, Barcel und Valverde da Gestosa zur neuen Gemeinde União das Freguesias de Barcel, Marmelos e Valverde da Gestosa zusammengeschlossen. Barcel wurde Sitz der neuen Gemeinde.